# Igor Rossamakhine
Igor Igorievitch Rossamakhine (en russe : И́горь И́горевич Россама́хин) est un ancien joueur russe de volley-ball né le 21 avril 1980 à Korolev (oblast de Moscou, alors en URSS). Il mesure 2,02 m et joue central.

## Clubs
| Club                | De        | À         |
| ------------------- | --------- | --------- |
| Kristall Voronej    | 1997-1998 | 2000-2001 |
| Luch Moscou         | 2001-2002 | 2004-2005 |
| L. Novossibirsk     | 2005-2006 | 2005-2006 |
| Dinamo Moscou       | 2006-2007 | 2006-2007 |
| Fakel Novy Ourengoï | 2007-2008 | 2011-2012 |

## Palmarès
- Championnat de Russie
  - Finaliste : 2007